# The Chieftains 8
The Chieftains 8 è un album in studio del gruppo musicale irlandese The Chieftains, pubblicato nel 1978.

## Tracce
1. The Session
2. Doctor John Hart
3. Seán Sa Cheo
4. An tSean Bhean Bhocht/The Fairies' Hornpipe
5. Sea Image
6. If I Had Maggie in the Wood
7. An Speic Seoigheach
8. The Dogs Among the Bushes
9. Miss Hamilton
10. The Job of Journeywork
11. The Wind That Shakes the Barley/The Reel With the Beryle

## Formazione
- Paddy Moloney - uillean pipes, tin whistle
- Seán Potts - tin whistle
- Martin Fay - fiddle, ossa
- Seán Keane - fiddle
- Michael Tubridy - flauti, concertina, tin whistle
- Derek Bell - arpa, oboe, tiompán
- Kevin Conneff - bodhrán